# The Libertines (album)
The Libertines jest drugim i jednocześnie ostatnim oficjalnym albumem brytyjskiego zespołu indierockowego The Libertines. 
Wydany 30 sierpnia 2004 roku album jest zapisem relacji pomiędzy liderami grupy, Carlem Barâtem i Pete’em Dohertym. Album szybko osiągnął pierwsze miejsce brytyjskiej listy przebojów, osiągnął status platynowej płyty, a w pierwszym tygodniu po wydaniu sprzedał się w ponad 72 000 kopiach.
22 listopada tego samego roku album został wydany ponownie. Zawierał dodatkowe DVD Boys in the Band zawierające m.in. nagrania koncertowe, wywiady z zespołem oraz teledysk do utworu „Can't Stand Me Now”.

## Lista utworów
1. „Can't Stand Me Now” (Peter Doherty, Carl Barât, Hammerton) – 3:23
2. „Last Post on the Bugle” (Doherty, Barât, Michael Bower) – 2:32
3. „Don't Be Shy” (Doherty, Barât) – 3:03
4. „The Man Who Would Be King” (Doherty, Barât) – 3:59
5. „Music When the Lights Go Out” (Doherty, Barât) – 3:02
6. „Narcissist” (Barât) – 2:10
7. „The Ha Ha Wall” (Doherty, Barât) – 2:29
8. „Arbeit Macht Frei” (Doherty) – 1:13
9. „Campaign of Hate” (Doherty) – 2:10
10. „What Katie Did” (Doherty) – 3:49
11. „Tomblands” (Doherty, Barât) – 2:06
12. „The Saga” (Doherty, Paul Roundhill) – 1:53
13. „Road to Ruin” (Doherty, Barât) – 4:21
14. „What Became of the Likely Lads” (Doherty, Barât) / „France” (Barât) (Hidden track) – 5:54

Dodatkowe utwory wydania japońskiego
1. „Don't Look Back into the Sun” (New Version) (Doherty, Barât)
2. „Cyclops” (Doherty, Peter Wolfe)
3. „Dilly Boys” (Doherty, Barât)